# Pierina Morosini
Pierina Morosini (Albino, 7 gennaio 1931 – Bergamo, 6 aprile 1957) è stata una laica italiana proclamata beata dalla Chiesa cattolica nel 1987.
(Pierina Morosini)

## Biografia

### L'infanzia
Pierina Morosini nacque il 7 gennaio 1931 da Rocco e Sara Noris a Fiobbio (Valle del Lujo), una piccola frazione nel comune di Albino in provincia di Bergamo, e fu battezzata il giorno seguente nella nuova chiesa parrocchiale con il nome di Pierina Eugenia. Primogenita di nove fratelli, visse fino al 1933 nella cascina "Stalle" per poi trasferirsi con la famiglia nella casa modesta e isolata sulle pendici del Monte Misma in località "Cedrina Alta" (Fiobbio).
Il 10 gennaio 1937, a soli 6 anni, ricevette la Santa Cresima dalle mani del vescovo di Bergamo, monsignor Adriano Bernareggi. La celebrazione si svolse nella parrocchiale albinese. Nel maggio dell'anno seguente fece la prima comunione nella chiesa parrocchiale di Fiobbio. L'essere primogenita di una famiglia numerosa la portò presto a essere d'aiuto alla madre nelle faccende domestiche.

### L'Azione Cattolica e il lavoro
Nel 1942 entrò a far parte dell'Azione Cattolica, aspirante a conoscere la figura di Maria Goretti – la piccola martire delle Paludi Pontine – che, su indicazione di papa Pio XII, venne proposta come modello di virtù cristiane per le nuove generazioni. Il 18 marzo 1946, poco più che quindicenne, Pierina Morosini fu assunta nel “Cotonificio Honegger”, un'azienda di circa 1300 dipendenti al confine tra Albino e Nembro. Qui cominciò a lavorare prima come addetta alle pulizie del reparto e dei telai, poi come apprendista e aiutante delle altre operaie, diventando poi operatrice ai telai. Ogni mattina, prima di recarsi nello stabilimento, partecipava alla messa delle 5:30 nella chiesa di Albino. Nell'aprile dello stesso anno, durante un ricovero ospedaliero dovuto a un incidente sul lavoro, conobbe padre Luciano Mologni del convento dei frati minori cappuccini di Albino che sarebbe diventato il suo padre spirituale. 
Nel 1947 divenne delegata dell'Azione Cattolica e catechista delle “Piccolissime e Beniamine” nella parrocchia di Fiobbio. In questo periodo manifestò alla mamma il desiderio di farsi suora ma venne distolta da questo proposito in quanto il suo lavoro e la sua presenza erano necessari alla famiglia. Dal 25 al 30 aprile dello stesso anno partecipò al pellegrinaggio a Roma organizzato in occasione della beatificazione di Maria Goretti. L'8 dicembre, festa dell'Immacolata, professò i voti privati di castità, povertà e obbedienza.
Nel 1948 approfondì il suo impegno spirituale e il suo servizio laico alla Chiesa iscrivendosi all'Apostolato della Riparazione e alle Figlie di Maria. Indossò lo scapolare carmelitano e aderì al Terz'Ordine francescano.
Nel 1950 provò ancora una volta a chiedere ai genitori il permesso di entrare tra le Suore delle Poverelle di Bergamo, ma anche questa volta ricevette un fermo diniego. Continuò senza soste il suo impegno in famiglia, sul lavoro e a servizio della parrocchia divenendo zelatrice dell'Opera San Gregorio Barbarigo in sostegno al seminario diocesano di Bergamo.

### L'aggressione e la morte
(Alba n.18/1957)

Nel pomeriggio di giovedì 4 aprile 1957, tra le 15:00 e le 15:30, dopo aver concluso il suo turno di otto ore al cotonificio, Pierina Morosini stava rientrando a piedi verso casa, percorrendo – come ogni giorno – il sentiero che dal centro di Albino sale verso la casa dei Morosini in località Cedrina Alta, dove la madre e il fratello Santo l'attendevano per il pranzo. A 400 metri dall’arrivo, lungo uno dei tratti più isolati del percorso, fu avvicinata da un giovane che, secondo le ricostruzioni successive, molto probabilmente la stava aspettando.

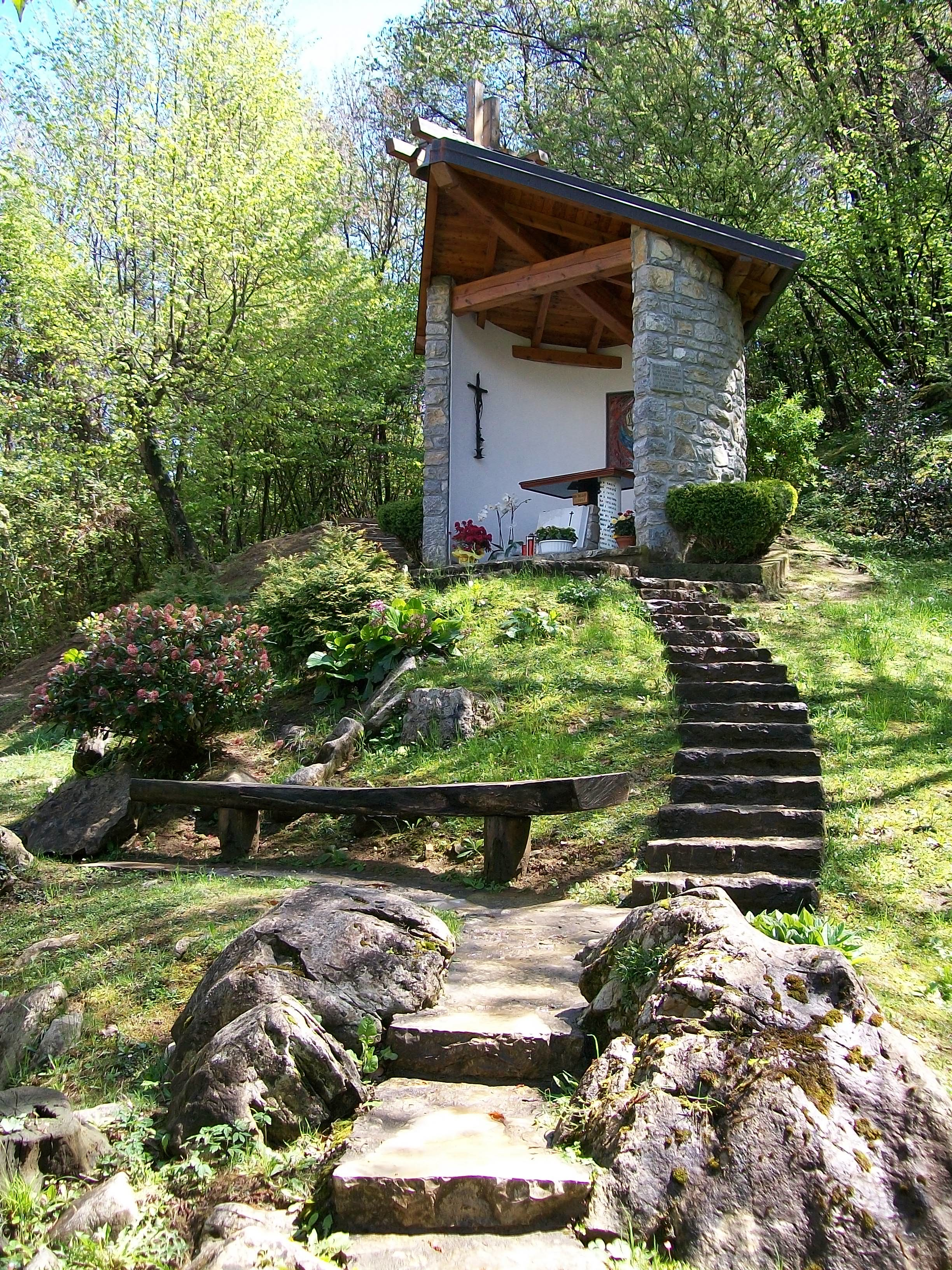
Luogo del martirio

Il giovane si avvicinò con l'intento di sottometterla tentando un approccio fisico. Pierina oppose un netto rifiuto, cercando inizialmente di richiamarlo alla morale e, quando lui tentò di baciarla, reagì cercando di colpirlo. L'aggressore la spinse in un cespuglio. Pierina raccolse un sasso nel tentativo di difendersi, ma l'uomo glielo strappò di mano e la colpì ripetutamente alla nuca con violenza. Sebbene gravemente ferita, la giovane riuscì a trascinarsi fuori dal cespuglio percorrendo alcuni metri lungo il sentiero prima di essere raggiunta nuovamente e sopraffatta. Colpita una seconda volta, perse conoscenza e l'uomo abusò di lei.
Non vedendola arrivare, il fratello Santo uscì di casa e decise di andarle incontro lungo il sentiero e, dopo aver percorso un breve tratto, la trovò agonizzante, stesa a terra ai margini del percorso con una profonda ferita alla testa. Dopo averla coperta con la sua giacca e averle sistemato una sciarpa come cuscino, corse verso il paese per chiedere aiuto. Sul luogo accorsero il medico condotto Davide Gregis e il parroco di Fiobbio, don Salvatore Pirovano. Nel frattempo, Santo si era diretto verso lo stabilimento Italcementi, situato più a valle, per allertare la Croce Rossa e i carabinieri del comando di Albino.
Pierina fu trasportata a valle con una barella improvvisata fino alla chiesetta della Santissima Trinità dove un'ambulanza la attendeva per trasferirla agli Ospedali Riuniti di Bergamo. Giunta in coma profondo, morì la mattina del 6 aprile, all'età di 26 anni, senza aver mai ripreso conoscenza. In un primo momento si ipotizzò che Pierina fosse scivolata lungo il sentiero ferendosi accidentalmente alla testa, ma i medici stabilirono che la giovane era stata colpita ripetutamente alla nuca con un oggetto che le aveva provocato una frattura cranica, probabilmente durante un tentativo di violenza sessuale, successivamente confermata dall'autopsia. Sul luogo dell'aggressione fu effettivamente rinvenuta una pietra insanguinata. 
I funerali di Pierina Morosini furono celebrati martedì 9 aprile 1957 da don Pirovano e don Pietro Gamba, prevosto di Albino e vicario foraneo, presso la chiesa parrocchiale di Fiobbio.

## Il "delitto del Misma"

### Le indagini
Il cosiddetto "Caso Morosini" ebbe grande risonanza mediatica fin dal giorno della morte della giovane. La vicenda si sviluppò sin da subito lungo due direttrici distinte: da un lato, l'emergere della figura di Pierina Morosini, inizialmente considerata una semplice operaia, ma presto descritta dalla stampa e dall'opinione pubblica come esempio di eccezionale integrità morale; dall'altro, il mistero che circondava le circostanze del delitto. In particolare, tra gli abitanti dei cascinali isolati della zona si diffuse un clima di forte inquietudine, alimentato anche da altri episodi oscuri avvenuti nello stesso periodo. Le indagini sul cosiddetto "delitto del Misma", come fu definito dai giornali dell'epoca, proseguirono con difficoltà: si susseguivano voci, sospetti e ipotesi, mentre gli inquirenti battevano ogni possibile pista. Furono organizzati posti di blocco, rastrellamenti, sopralluoghi e raccolte di testimonianze tra la popolazione locale. Più di trenta uomini, giovani e adulti, provenienti da Albino e dai paesi limitrofi, furono fermati e interrogati nel corso delle indagini.

### La confessione
L'11 maggio 1957, dopo 37 giorni di ricerche, un giovane di vent'anni originario di Albino, figlio di un sarto e di un'operaia del cotonificio Honegger, si presentò spontaneamente ai carabinieri confessando l’omicidio. Il suo aspetto corrispondeva alla descrizione fornita da alcuni minatori delle cave Italcementi e da altri testimoni presenti nella zona del monte Misma il giorno dell'aggressione. Tuttavia, il giovane ritrattò in seguito la confessione, proclamando più volte la propria innocenza. Il 24 settembre 1957 fu rinviato a giudizio con l'accusa di omicidio volontario aggravato, violenza e atti osceni. Il processo si tenne nel giugno 1958 presso la Corte d'assise di Bergamo e si concluse il 30 giugno con una condanna a venti anni e sei mesi di reclusione, pena successivamente ridotta in appello a dieci anni e undici mesi.

## La causa di beatificazione
(Papa Giovanni Paolo II nel discorso rivolto ai giovani raccoltisi alla Fara di Bergamo durante la visita apostolica del 26 aprile 1981)
Successivamente alla morte, e con il trascorrere degli anni, nell'opinione pubblica prese sempre più forma l'idea che il sacrificio di Pierina Morosini — uccisa mentre difendeva eroicamente la propria integrità morale — rappresentasse il naturale compimento di un'esistenza vissuta con coerenza, semplicità e profonda fede. Si riconobbe in lei una figura capace di attingere, con umile consapevolezza, alla forza morale e spirituale trasmessale dall’ambiente familiare e religioso in cui era cresciuta.
Progressivamente, Pierina cominciò a essere percepita come una testimone autentica del sacrificio più alto, fino a diventare un punto di riferimento per la devozione popolare. Nella stampa locale si moltiplicarono i paragoni con Maria Goretti, la giovane santa martire della purezza, rafforzando ulteriormente il culto e l'ammirazione nei confronti di Morosini, già molto diffusi fin dalle prime settimane successive alla tragedia.

### Il processo diocesano
Il 28 maggio 1972, sulla base della nuova normativa introdotta da Papa Paolo VI, il sacerdote bergamasco don Lodovico Rota, residente a Roma, presentò personalmente al vescovo di Bergamo, mons. Clemente Gaddi, un memorandum privato volto a sollecitare l’avvio dei preliminari giuridici per un’inchiesta canonica sulle virtù e sul martirio di Pierina Morosini.
Il 4 novembre 1975, i sacerdoti dell'Opera San Gregorio Barbarigo — monsignor Serafino Poli, don Riccardo Della Chiesa, don Pietro Ceresoli, don Arturo Bellini e don Aristide Belinghieri — sottoscrissero una petizione indirizzata al vescovo Gaddi per chiedere formalmente l'introduzione della Causa di beatificazione della giovane di Fiobbio. Nel frattempo, don Salvatore Pirovano, testimone diretto degli ultimi momenti di Pierina, aveva raccolto e conservato negli anni scritti, documenti, cimeli e testimonianze, custodendoli in archivio per ogni evenienza. Aveva inoltre collaborato con monsignor Bartolomeo Verzeroli alla preparazione di una biografia su Pierina, affidata poi all’Opera Barbarigo.
L'8 dicembre 1975, monsignor Gaddi — che già durante un soggiorno a Roma in occasione delle ultime sessioni del Concilio Vaticano II aveva preso contatto con padre Antonio Cairoli, postulatore per la causa di papa Giovanni XXIII e successivamente anche per quella di Pierina — avviò ufficialmente la Causa di beatificazione, la cui apertura fu comunicata alla diocesi di Bergamo il 6 gennaio 1976.
Il 15 giugno 1979, la Congregazione per le Cause dei Santi concesse il nulla osta per l'avvio del processo cognizionale diocesano sulla vita e sul martirio della Serva di Dio, confermato da papa Giovanni Paolo II il 17 novembre dello stesso anno. Il 7 aprile 1980 fu istituito il tribunale ecclesiastico per il processo, con il compito di accertare gli elementi autentici della spiritualità di Pierina nel contesto della sua vita quotidiana. 
Prima della chiusura dell'istruttoria diocesana, avvenuta il 28 maggio 1983, fu disposta — secondo le norme canoniche — l'estumulazione e la ricognizione della salma, seguite dalla traslazione in una nuova sepoltura privilegiata. La ricognizione si svolse il 9 aprile 1983: il corpo, esaminato dal professor Alfredo Guarneri, primario di medicina legale degli Ospedali Riuniti di Bergamo, risultò pressoché intatto. La salma venne inizialmente trasferita dal piccolo cimitero alla chiesa parrocchiale di Fiobbio, poi nella prepositurale di Albino per alcune veglie di preghiera, e infine al Santuario della Madonna del Pianto, luogo frequentato quotidianamente da Pierina al termine del lavoro. In tale occasione, rese omaggio al feretro anche Milly Honegger, proprietaria del cotonificio in cui Pierina aveva lavorato fin dall'età di quindici anni. Successivamente il corpo, dopo essere stato sottoposto a un processo di conservazione, fu ricomposto nella chiesa di Fiobbio, all'interno di un sarcofago di marmo bianco progettato dall’architetto Vittorio Sonzogni e collocato vicino all'ingresso sul lato destro della navata.
Poco dopo la chiusura dell'istruttoria, il 13 giugno 1983 don Arturo Bellini, segretario dell'Opera Barbarigo, consegnò ufficialmente gli atti alla Congregazione per le Cause dei Santi a Roma, segnando così il passaggio della causa alla fase romana.

## La beatificazione
(Giulio Oggioni, vescovo di Bergamo, in una lettera pastorale alla Diocesi nel 1988)
Il 3 luglio 1987, con il Deo gratias del Santo Padre, fu promulgato il decreto per il riconoscimento del martirio e per la beatificazione, prevista in autunno dello stesso anno.

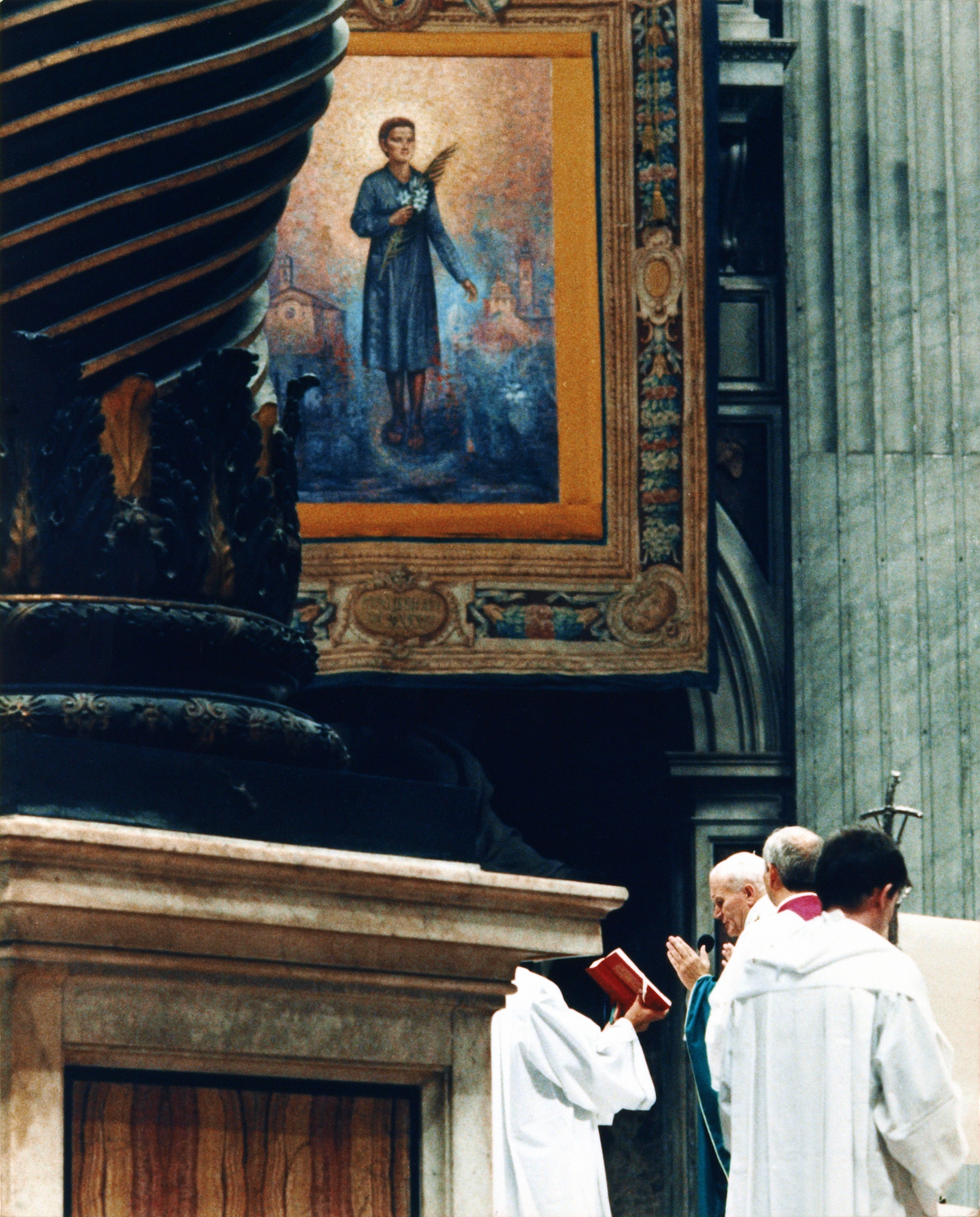
Beatificazione di Pierina Morosini nella Basilica di San Pietro il 4 ottobre 1987

Il 4 ottobre 1987, alla presenza della madre Sara Noris, dei fratelli, delle sorelle, del vescovo emerito di Bergamo Gaddi e di oltre quattromila bergamaschi giunti a Roma per l'occasione, Pierina Morosini venne beatificata nella Basilica di San Pietro da papa Giovanni Paolo II mentre si celebrava il settimo Sinodo universale dei vescovi, dedicato al tema "Vocazione e missione dei laici nella Chiesa e nel mondo" insieme ad altri due giovani martiri: Marcel Callo e Antonia Mesina.
(Papa Giovanni Paolo II - Omelia della Beatificazione, Roma - 4 ottobre 1987)
Sul lato sinistro dell’Altare della Confessione nella Basilica di San Pietro, era stato collocato un grande dipinto a olio realizzato dal pittore Angelo Capelli, raffigurante la Beata con il volto sereno, trasfigurato dall’estasi dell’incontro con Dio, ritratta con il suo abito da lavoro semplice e scuro e gli zoccoli, segno della sua vita umile e operosa. Il braccio sinistro suggerisce il movimento del cammino mentre il destro, ripiegato sul petto, regge un giglio e una palma, simboli di purezza e martirio. 

## Il culto
Già nel 1960, sull'onda dell'opinione pubblica che iniziava a interessarsi alla sua figura come esempio di virtù, sul luogo del martirio divenuto ben presto una meta di pellegrinaggi fu eretto un piccolo monumento in marmo bianco a forma di colonna spezzata, fasciata da un'epigrafe a righe inclinate e affiancata da un libro aperto appoggiato al basamento, anch'esso in marmo. In seguito il piccolo cippo è stato inglobato in una piccola cappella eretta dopo la beatificazione.
Nel 1965, sul sagrato della chiesa parrocchiale di Fiobbio, venne eretto un monumento in sua memoria e il 6 aprile 1986, nel corso di una cerimonia presieduta dall’Ordinario Militare per l’Italia, monsignor Gaetano Bonicelli, fu intitolata a suo nome anche la piazza antistante il sagrato.

Tra il 7 e l'11 ottobre 1987, subito dopo la beatificazione, furono organizzate a Fiobbio cinque giornate di celebrazioni diocesane per l'omaggio ufficiale dei gruppi ecclesiali alla nuova Beata. Per l'occasione fu installata una grande tenda-auditorium nel parcheggio di fianco alla chiesa parrocchiale per accogliere celebrazioni e incontri straordinari.

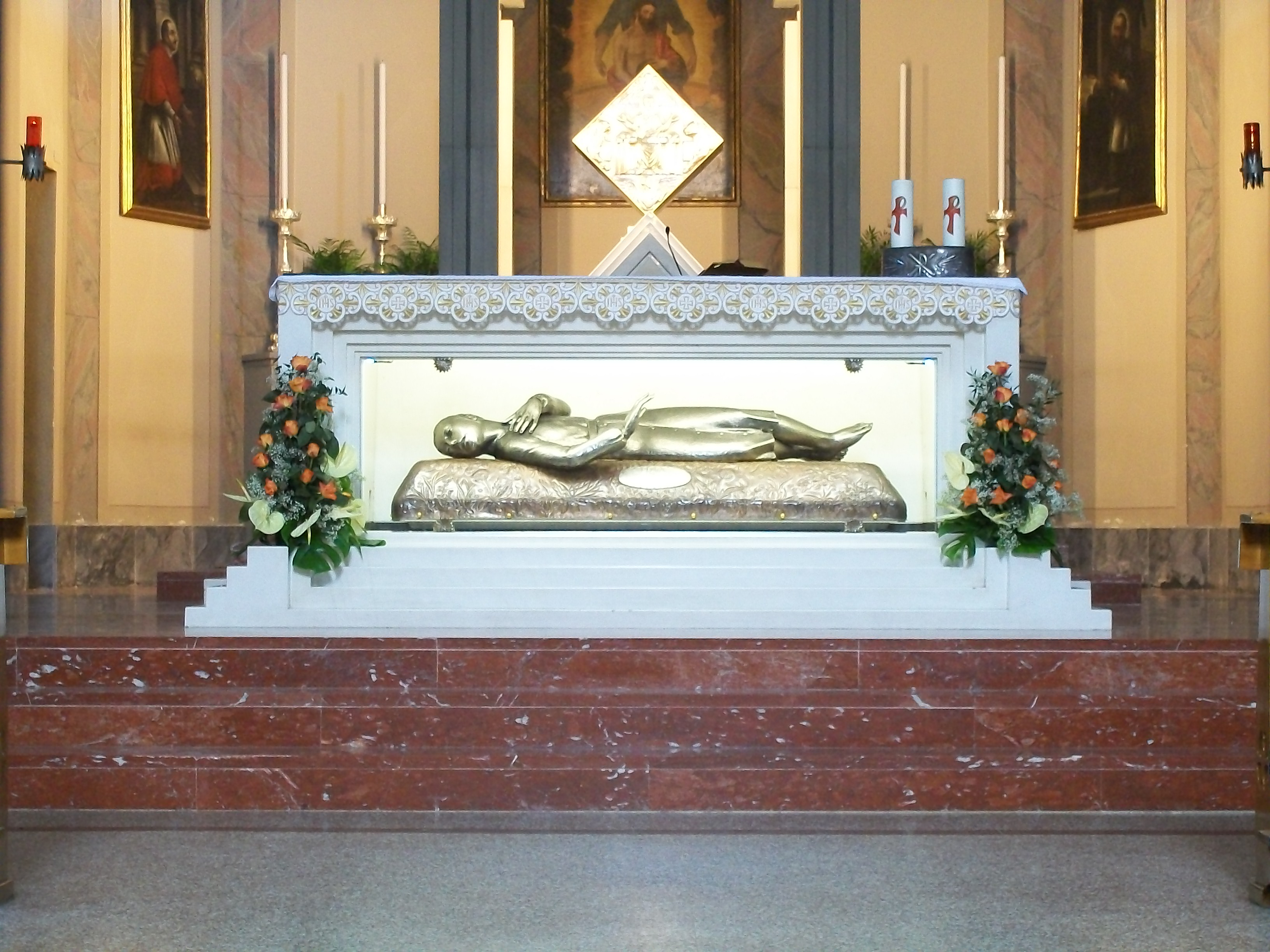
Urna della Beata Pierina Morosini sotto l'Altare Maggiore nella Chiesa di Sant'Antonio di Padova a Fiobbio.

Il 9 novembre comincia a prendere piede l'idea di una peregrinazione delle spoglie della beata in tutta la diocesi, collocandosi nello spirito della costituzione Lumen gentium del Vaticano II, parimenti a una nuova possibile collocazione della beata all'interno della chiesa parrocchiale di Fiobbio. Il 10 dicembre iniziarono i lavori di adeguamento del presbiterio e la realizzazione dell'urna-reliquiario che avrebbe accolto i resti mortali di Pierina Morosini durante la peregrinazione su disegno dello scultore Claudio Nani, mentre il 18 gennaio 1988 la salma della beata fu trasferita nel monastero di clausura dell'Ordine della Visitazione di Santa Maria di Alzano Lombardo per essere sottoposto al trattamento conservativo guidato dal professor Guarneri. 
Il 26 marzo la salma viene definitivamente deposta e sigillata nell'urna che, dopo la peregrinazione, troverà posto sotto il nuovo altare maggiore della chiesa parrocchiale di Fiobbio, ricavato dallo stesso sarcofago in marmo del Sonzogni che aveva custodito i resti della beata fin dal 1983.
Nello stesso periodo, su iniziativa di monsignor Giulio Oggioni, vengono avviati interventi di sistemazione sul versante del Monte Misma, con l'obiettivo di preservare e valorizzare, anche sotto il profilo spirituale, il sentiero che la beata Pierina Morosini percorreva quotidianamente. Parallelamente, viene definitivamente fissata al 6 maggio la data della festa liturgica in suo onore. Inizialmente stabilita per il 6 aprile, giorno della sua morte, la celebrazione fu posticipata su richiesta del vescovo di Bergamo per evitare possibili sovrapposizioni con le ricorrenze della Quaresima, della Settimana Santa e del tempo pasquale.

### La peregrinazione dell'urna
(Pierangelo Sequeri titolo dell'Inno dedicato alla beata Pierina Morosini)
Il 26 febbraio 1988, in una riunione presso la Curia di Bergamo, viene messo a punto il programma definitivo dell'itinerario dell'urna della beata: un percorso della durata di circa tre mesi attraverso i vicariati della diocesi con particolari incontri dedicati agli ammalti, agli anziani, agli adolescenti, alle religiose, ai giovani e agli aderenti alle associazioni ecclesiali. 
Il 6 aprile, l'urna della beata Pierina Morosini lascia la parrocchia di Fiobbio a bordo di un autofurgone appositamente allestito, con il reliquiario ben visibile. Il primo tratto del pellegrinaggio prevede la sosta nel Vicariato di Calolzio-Caprino fino al 9 aprile, per poi proseguire nell’Isola bergamasca toccando i Vicariati di Capriate-Chignolo-Terno d’Isola e Mapello-Ponte San Pietro dal 9 al 16 aprile, con una sosta significativa il 13 aprile nel villaggio operaio di Crespi d'Adda.
Dal 16 al 27 aprile, l'urna attraversa la bassa bergamasca, sostando nei Vicariati di Dalmine-Stezzano, Spirano-Verdello e Ghisalba-Romano. Segue quindi il percorso nella Val Cavallina e nell’Alto Sebino, con tappe nei Vicariati di Trescore Balneario, Borgo di Terzo-Casazza, Solto-Sovere e Predore, tra il 27 aprile e l’11 maggio.
Dall’11 al 18 maggio, l'urna prosegue il suo cammino nella pianura orientale, sostando nei Vicariati di Calepio-Telgate e Scanzo-Seriate, mentre dal 18 maggio al 7 giugno è in Valle Brembana, toccando i Vicariati di Almenno-Ponteranica-Villa d’Almè, Rota Imagna, Branzi-Santa Brigida-San Martino oltre la Goggia, San Giovanni Bianco-Sottochiesa, Selvino-Serina e, in conclusione, Brembilla-Zogno.
La sera del 7 giugno, l’urna con le reliquie di Pierina Morosini giunge in Val Seriana, iniziando la peregrinazione nella terra a lei più vicina. Nell’arco di circa un mese fa tappa nei Vicariati di Alzano, Gandino, Gazzaniga, Vilminore, e Clusone-Ponte Nossa, concludendo il percorso il 29 giugno nel Vicariato di Ardesio-Gromo. Segue quindi una pausa estiva, prima della ripresa della peregrinazione, che si svolge dall'8 al 18 settembre nei tre vicariati della città di Bergamo.
Dopo aver attraversato l’intero territorio bergamasco, l’urna della beata Pierina Morosini lascia il Duomo di Bergamo per affrontare l'ultima tappa del suo pellegrinaggio nel Vicariato di Albino-Nembro. La sera del 18 settembre fa il suo ingresso a Nembro, segnando l’avvio del tratto conclusivo dell’itinerario. Il 22 settembre raggiunge la chiesa di San Giuliano ad Albino, ultima sosta del percorso, dove si tiene un incontro di preghiera con i giovani delle parrocchie di Albino, Pradalunga e delle frazioni di Comenduno, Desenzano, Abbazia, Casale, Dosello e Bondo Petello.
La sera del 24 settembre, alle ore 20:00, una fiaccolata accompagna l'urna dalla parrocchiale di Albino alla chiesetta della Santissima Trinità a Fiobbio, e infine alla chiesa parrocchiale, dove viene deposta in via definitiva sotto l’altare maggiore, a conclusione del lungo ciclo di celebrazioni e iniziative in onore della martire del Misma.

## Gli anni seguenti

### Le staffette Roma-Fiobbio
Dal 30 aprile al 3 maggio 1997, in occasione del decimo anniversario della beatificazione, è stata organizzata una staffetta podistica da Roma a Fiobbio, paese natale della beata. Un gruppo di podisti provenienti da diversi comuni della provincia di Bergamo si è recato in pellegrinaggio nella capitale, dove è stato ricevuto in udienza da Papa Giovanni Paolo II. Durante l’incontro, svoltosi in Piazza San Pietro, il Pontefice ha acceso una fiaccola commemorativa, simbolo di fede e testimonianza, tenuta tra le mani di Cristina Morosini, nipote della beata. La fiaccola è stata poi portata in staffetta fino a Fiobbio, attraversando l’Italia e coinvolgendo numerose comunità locali lungo il percorso, come segno di devozione e memoria viva nei confronti della giovane martire bergamasca.
L’esperienza è stata ripetuta nel 2007, in occasione del ventesimo anniversario della beatificazione e del cinquantesimo anniversario del martirio della beata. Anche in quell’occasione, i podisti bergamaschi si sono ritrovati a Roma, dove Papa Benedetto XVI ha acceso una nuova fiaccola in Piazza San Pietro, poi condotta in staffetta fino a Fiobbio. Il percorso ha toccato alcune tappe significative, tra cui Assisi e Loreto, in un itinerario spirituale attraverso luoghi emblematici della fede italiana. Prima della partenza della staffetta avvenuta il 2 maggio, i pellegrini sono stati accolti a Roma nella sede dell’Arciconfraternita dei Bergamaschi e presso l'Ufficio della Provincia di Bergamo.
Una terza staffetta si è svolta nel 2012, in occasione del venticinquesimo anniversario della beatificazione. In quella circostanza, la fiaccola è stata accesa da Papa Benedetto XVI nella residenza pontificia di Castel Gandolfo, dando nuovamente avvio a un percorso di fede e memoria che si è concluso con l’arrivo a Fiobbio.

### Il Museo
Tra le varie iniziative nate in occasione del cinquantesimo anniversario della morte e il ventesimo della beatificazione di Pierina, il 28 ottobre 2007 è stato inaugurato il nuovo museo, ideato e progettato dall'architetto bergamasco Edoardo Milesi.

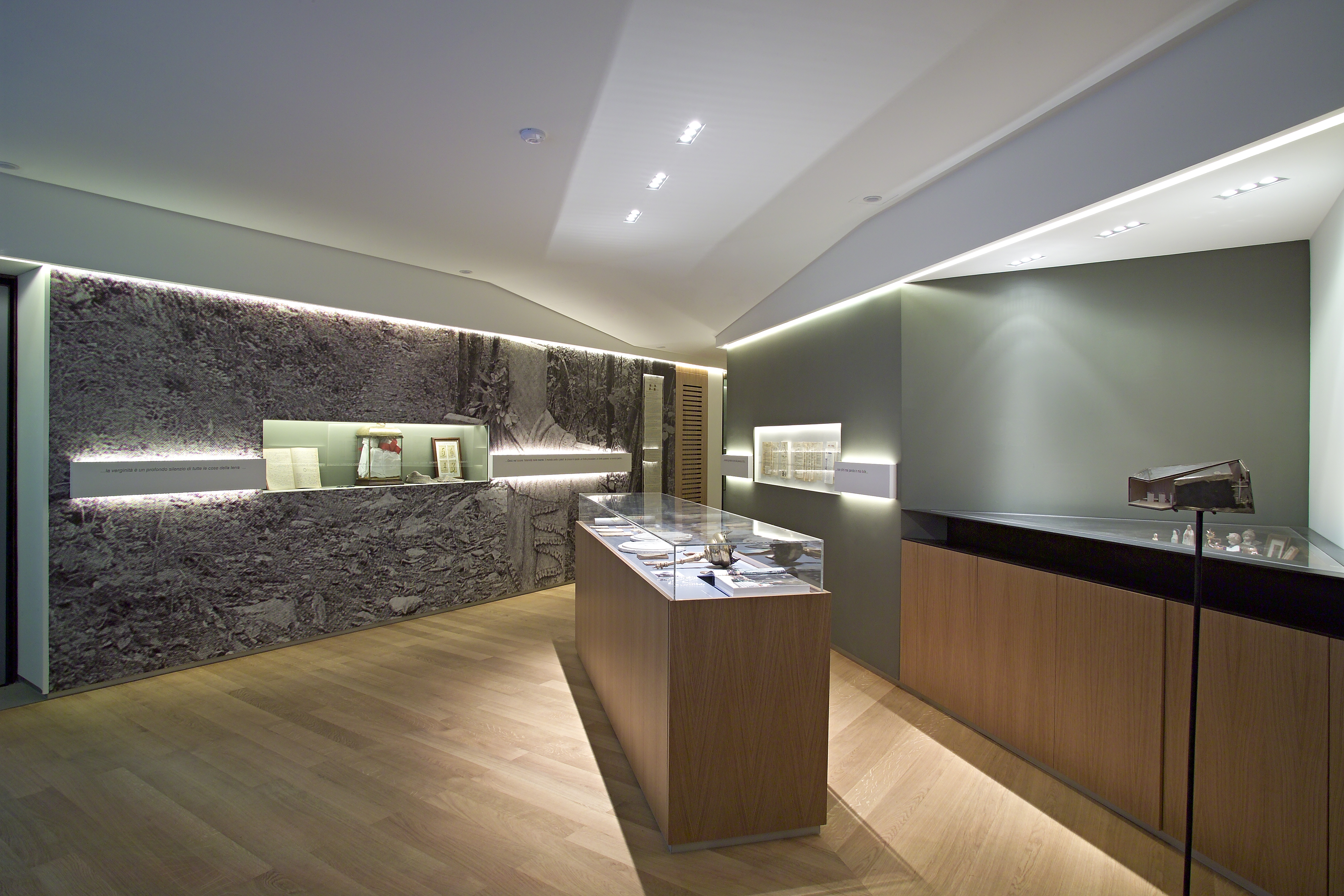
L'interno del Museo MBPM

Nel museo MBPM (Museo Beata Pierina Morosini) la breve vita di Pierina è raccontata lungo un percorso, un cammino di fede legato ai suoi luoghi e agli eventi, luogo nel quale il visitatore è guidato dalle frasi che la beata amava appuntare sui suoi quaderni – quasi a prepararsi a un destino annunciato – riuscendo a percepire il suo distacco per le cose terrene desiderosa solo di seguire il percorso indicatole da Gesù e riservatole da Dio. Il percorso cronologico museale parte indifferentemente dalla sua vita quotidiana – ingresso dalla chiesa parrocchiale – o dalla sua morte terrena e si conclude in un luogo di luce. Il museo si trova al pian terreno della casa parrocchiale e vi si può accedere direttamente anche dalla chiesa. Vi sono conservati gli indumenti e gli oggetti quotidiani della beata, gli scritti e i documenti del processo di beatificazione e una sezione dedicata agli eventi intercorsi negli ultimi anni a ricordo della beatificazione come le tre staffette Roma-Fiobbio del 1997, 2007 e 2012.

### Centro Beata Pierina Morosini
Il 2 maggio 2009 a Fiobbio è stato inaugurato dal vescovo di Bergamo, momsignor Francesco Beschi, il nuovo Centro Beata Pierina Morosini che accoglie le attività parrocchiali e i pellegrini che si recano a Fiobbio sulle orme della Beata.

### La nuova campana
Il 30 settembre 2012, nel venticinquesimo anniversario della beatificazione, alla presenza del vescovo di Bergamo Francesco Beschi, è stata inaugurata la nuova campana del concerto di Fiobbio dedicata alla beata Pierina Morosini in sostituzione della terza, datata 1946, ormai compromessa da una crepa. La campana pesa quasi cinque quintali, accordata in sol; è stata benedetta il 12 agosto 2012 durante la festa patronale di sant'Antonio di Padova da monsignor Arturo Bellini, già direttore dell'Opera Barbarigo, che si adoperò per la beatificazione e la peregrinazione dell'urna contenente le spoglie della beata in tutta la provincia bergamasca nel 1987. Oltre alla data e al riferimento al 25º anno dalla beatificazione, secondo l'usanza si è posta una preghiera: Confirma nos in fide! (Confermaci nella fede!), riferimento all'Anno della Fede 2012/2013.

## Pierina Morosini nel mondo
La devozione per la beata Pierina Morosini ha varcato i confini del territorio bergamasco, raggiungendo comunità lontane animate dalla stessa fede e dallo stesso spirito di testimonianza. In un villaggio di Agnibilékrou, in Costa d'Avorio, è stata eretta una chiesetta dedicata alla beata, frutto del profondo legame spirituale tra la popolazione locale e la comunità di Fiobbio, che ha sostenuto attivamente il progetto attraverso la propria parrocchia.
La chiesetta, realizzata ispirandosi nelle forme architettoniche alla chiesa parrocchiale di Fiobbio, pur con dimensioni più contenute, rappresenta un segno tangibile di fraternità e condivisione tra le due comunità.
L'inaugurazione dell’edificio sacro, avvenuta nel febbraio del 2020, è stata un momento di straordinaria comunione: erano presenti nel villaggio ivoriano monsignor Francesco Beschi, vescovo di Bergamo, e don Michelangelo Finazzi, parroco di Fiobbio, in rappresentanza dell'intera comunità fiobbiese. La loro partecipazione ha testimoniato il legame vivo tra la memoria di Pierina e la missione della Chiesa nel mondo.

## Influenza culturale

### Filmografia
- Pierina Morosini. El silencio de la pureza, docufilm per il web, EUK Mamie, Spagna 2022[14]

### Musica
- Come un'orma leggera, traccia dell'album Ma com'è Dio? di Pierangelo Sequeri, Italia 2021